# Завладяване на Патагония
Завладяване на Патагония известно в историята и като Завладяване на пустинята (на испански: Conquista del desierto) е военна кампания на Аржентинското правителство, предвождана от генерал Хулио Аржентино Рока, провеждана през периода 1869 – 1878 г., насочена срещу коренното население на Патагония – племената мапуче и теуелче, в резултат на която се установява господство на Аржентина над Патагония и местните патагонски племена.
Според някои съвременни историци (Jens Andermann) военната кампания представлява геноцид от страна на аржентинското правителството срещу местните индиански племена (избити са според различни източници от 14 000 до 90 000 индианци).
Други историци възприемат кампанията като насочена само към тези групи от индианците, отказали съпротива и извършили брутални нападения срещу цивилни селища. Поради това въпросът „налагане на цивилизация или геноцид?“ продължава да е дискусионен.